# 琳·雪伊
琳達·雪伊（英語：Linda Shaye，1943年10月12日—）是一名美國女演員。在超過40多年的職業生涯中，她出演了超過九十部電影，並因其在各恐怖片系列中飾演的角色而被視為尖叫女王。知名作品如《碟仙》（2014年）、《萬聖夜怪譚》（2015年）、《特厲鬼屋》（2016年）和《碟仙：惡靈始源》（2016年）。2010年起，她在《陰兒房》系列電影擔任主演。
而雪伊也時常出演法拉利兄弟的喜劇片中，如《阿呆與阿瓜》（1994年）、《王牌保齡球》（1996年）及《哈啦瑪莉》（1998年）。

## 早期生活
琳·雪伊出生於密歇根州底特律。母親朵洛希·凱茲（Dorothy Katz）是家庭主婦，而父親麥斯·曼德爾·雪伊（Max Mendle Shaye）則是名畫家和超市老闆。她的哥哥羅伯特·雪伊是新線影業的創始人。雪伊出生在一個猶太家庭；她的母親出生於俄羅斯，她的祖父母來自羅馬尼亞。雪伊從密西根大學畢業後搬到了紐約市，並在外百老匯中演出。1977年，她搬到洛杉磯繼續從事她的演藝事業。

## 外部連結
- 琳·雪伊在互联网电影资料库（IMDb）上的資料（英文）
- 在AllMovie上琳·雪伊的頁面（英文）